# Купер, Кенни
Ке́ннет Ско́тт Ку́пер-мла́дший (англ. Kenneth Scott Cooper, Jr; родился 21 октября 1984, Балтимор, шт. Мэриленд, США), более известный как Ке́нни Ку́пер (англ. Kenny Cooper) — американский футболист, нападающий. Выступал в сборной США.

## Карьера

### Ранние годы
Отец Кенни — Кенни Купер-старший — бывший английский вратарь, играл за «Даллас Торнадо», входивший в Североамериканскую футбольную лигу. Кенни Купер родился 21 октября 1984 года в Балтиморе, штат Мэриленд. С детства он мечтал пойти по стопам отца, стать профессиональным футболистом. После завершения карьеры Купера-старшего он с семьей переезжает в Даллас. Кенни играет за молодёжную команду своей школы и делает успехи. Он привлекает внимание нескольких скаутов «Манчестер Юнайтед», среди которых был Джимми Райан — бывший одноклубник отца Кенни. В 2003 году молодой нападающий становится игроком академии «Манчестер Юнайтед».

### Клубная
За все время проведенное в Манчестере, Купер так и не смог выйти на поле. В 2004 году он был отправлен в аренду в португальский клуб «Академика», отыграв там 10 матчей переходит в «Олдем Атлетик», так же на правах аренды. В 2006 году принимает предложение «Далласа» и подписывает долгосрочный контракт. 1 апреля дебютирует в команде в игре с «Чикаго Файр». в этой же игре забивает свой первый гол. Сыграл в 31 игре и забил 11 мячей. Следующий сезон Купер начинает резво, забив 4 гола в первых 8 матчах, но получает травму большеберцовой кости и выбывает на долгий период. Летом 2008 года мог перейти в «Кардифф Сити», а позже в норвежский «Русенборг», но «Даллас» ответил отказом.
31 июля 2009 года Кенни Купер подписал трехлетний контракт с клубом второй Бундесс лиге «Мюнхен 1860». Сумма трансфера составила 700 тысяч долларов. Он забил свой первый гол, в своем дебютном матче 9 августа 2009 года. В 2010 году Кенни отправился в аренду в английский клуб «Плимут Аргайл». Отыграв там 7 матчей, он вернулся в Германию.
В 2011 году «Мюнхен 1860» не стал продлевать контракт с Купером, и тот перешёл на правах свободного агента в «Портленд Тимберс». 21 января 2012 года был продан в «Нью-Йорк Ред Буллз», сумма сделки не разглашается. В 2013 году вернулся в ФК «Даллас». По окончании сезона Купер не смог договориться с руководством о новом контракте. 19 декабря 2013 года был обменян на Адама Моффата из команды «Сиэтл Саундерс».

### В сборной
Дебютировал в сборной США 20 января 2007 года в матче со сборной Дании, отличившись под занавес встречи. Забивает свой второй гол, в своем же втором матче в игре против сборной Гватемалы.

## Статистика
| Клуб               | Сезон   | Лига | Лига | Игры плей-офф | Игры плей-офф | Кубок | Кубок | Еврокубки | Еврокубки | Всего | Всего |
| Клуб               | Сезон   | Игры | Голы | Игры          | Голы          | Игры  | Голы  | Игры      | Голы      | Игры  | Голы  |
| ------------------ | ------- | ---- | ---- | ------------- | ------------- | ----- | ----- | --------- | --------- | ----- | ----- |
| Олдем Атлетик      | 2005    | 7    | 3    | -             | -             | -     | -     | -         | -         | 7     | 3     |
| Даллас             | 2006    | 31   | 11   | 2             | 0             | 2     | 3     | -         | -         | 35    | 14    |
| Даллас             | 2007    | 14   | 4    | 2             | 0             | -     | -     | -         | -         | 16    | 4     |
| Даллас             | 2008    | 30   | 18   | -             | -             | 2     | 1     | -         | -         | 32    | 19    |
| Даллас             | 2009    | 15   | 7    | -             | -             | 1     | 0     | -         | -         | 16    | 7     |
| Мюнхен 1860        | 2009/10 | 6    | 1    | -             | -             | -     | -     | -         | -         | 6     | 1     |
| Мюнхен 1860        | 2010/11 | 7    | 1    | -             | -             | 2     | 1     | -         | -         | 9     | 2     |
| Плимут Аргайл      | 2009/10 | 7    | 0    | -             | -             | -     | -     | -         | -         | 7     | 0     |
| Портленд Тимберс   | 2011    | 34   | 8    | -             | -             | -     | -     | -         | -         | 34    | 8     |
| Нью-Йорк Ред Буллз | 2012    | 33   | 18   | 2             | 0             | 2     | 1     | -         | -         | 37    | 19    |
| Даллас             | 2013    | 1    | 0    | -             | -             | -     | -     | -         | -         | 1     | 0     |
| Всего              | Всего   | 185  | 71   | 6             | 0             | 9     | 6     | 0         | 0         | 200   | 77    |